# Michelle Allen
 (mars 2023).
Si vous disposez d'ouvrages ou d'articles de référence ou si vous connaissez des sites web de qualité traitant du thème abordé ici, merci de compléter l'article en donnant les références utiles à sa vérifiabilité et en les liant à la section « Notes et références ».
Pour les articles homonymes, voir Allen.
Michelle Allen, née en 1954, est une dramaturge, scénariste, comédienne et metteur en scène québécoise.

## Biographie
Après quatre années passées à la faculté de médecine de l'Université de Montréal, elle étudie au Conservatoire d'art dramatique de Montréal de 1976 à 1979 avant d'effectuer un stage en écriture dramatique et en improvisation chez Alain Knapp à Paris. Elle détient également une maîtrise en étude littéraire de l'Université du Québec à Montréal.
Elle tient plusieurs rôles à la télévision, au cinéma et au théâtre, avant de se consacrer entièrement à l'écriture. Dramaturge, elle donne une quinzaine de pièces, notamment La Passion de Juliette (1982), monté au Théâtre du Nouveau Monde, et Morgane (1993), toutes deux finaliste pour le prix du Gouverneur général.
Elle écrit des pièces de théâtre et signe des traductions de Shakespeare, d'Edward Bond, de John Murrell et de Maureen Hunter.
Elle collabore aussi à plusieurs séries pour la télévision, dont L'Or et le Papier, Graffiti, Lobby, Diva, Tribu.com et Au nom de la loi).
Elle enseigne régulièrement à l'INIS et à l'Université du Québec à Montréal.
De 2007 à 2014, elle a signé le téléroman Destinées sur le réseau TVA. Elle a également écrit le scénario original du film La Ligne brisée, réalisé par Louis Choquette en 2008.

## Œuvres
Liste non exhaustive :

### Théâtre
- La Passion de Juliette, Leméac, 1982
- Blanche éclaboussée de sang ou Madame, cette peau de chienne vous va comme un gant, pièce en 1 acte, dans 20 Ans, CEAD/VLB, 1985
- Morgane, Boréal, 1993
- Zoé perd son temps, Lanctôt, 1996
- Le Jeu des oiseaux, Lanctôt, 1998

### Traductions
- Le Songe d'une nuit d'été de Shakespeare, Leméac, 1988
- Le Marchand de Venise de Shakespeare, montée au Théâtre du Nouveau Monde en 1993, mise en scène Daniel Roussel
- La Compagnie des hommes d'Edward Bond, montée au Théâtre de Quat'Sous en 1995, mise en scène de Lorraine Pintal

## Filmographie

### Au cinéma
- 2008 : La Ligne brisée, réalisé par Louis Choquette, scénario original de Michelle Allen, avec David Boutin et Guillaume Lemay-Thivierge

### À la télévision
- 1989-1992 : Tandem (téléroman, Radio-Québec)
- 1990-1992 : D'amour et d'amitié (téléroman, TVA)
- 1992 : L'Or et le Papier II (téléroman, Radio-Canada)
- 1992-1995 : Graffiti (téléroman, Radio-Québec)
- 1996 : Lobby (téléroman, TVA)
- 1997-2000 : Diva (téléroman, TVA)
- 1998 : Une voix en or (mini-série, Radio-Canada)
- 2000 : Délirium (série, Télé-Québec)
- 2001-2003 : Tribu.com (téléroman, TVA)
- 2001 : L'Or, écrite en collaboration avec Anne Boyer et Michel D'Astous (Radio-Canada)
- 2005 : Au nom de la loi (Radio-Canada)
- 2006 : Le 7e Round (Radio-Canada)
- 2007-2014 : Destinées, téléroman (TVA)
- 2012 : Vertige, mini-série réalisée par Patrice Sauvé, Séries+
- 2015 : Pour Sarah, téléroman (TVA)
- 2017 : Victor Lessard, téléroman (Club Illico)
- 2018 : Fugueuse, téléroman (TVA)
- 2019 : L'Échappée, téléroman (TVA)
- 2019 : Pour Sarah, adaptation française

## Distinctions
- 1983 - Finaliste pour le Prix du Gouverneur général de théâtre, La Passion de Juliette
- 1994 - Finaliste pour le Prix du Gouverneur général de théâtre, Morgane
- 1994 - Prix littéraires du Journal de Montréal dans la catégorie théâtre, Morgane